# Сражение при Монтжуике
Сражение при Монтжуике (кат. Batalla de Montjuïc) — сражение, произошедшее 26 января 1641 года во время каталонского восстания и франко-испанской войны (1635—1659). Испанская армия Педро Фахардо потерпела поражение от франко-каталонских войск, которые возглавлял Франсеск де Тамарит.

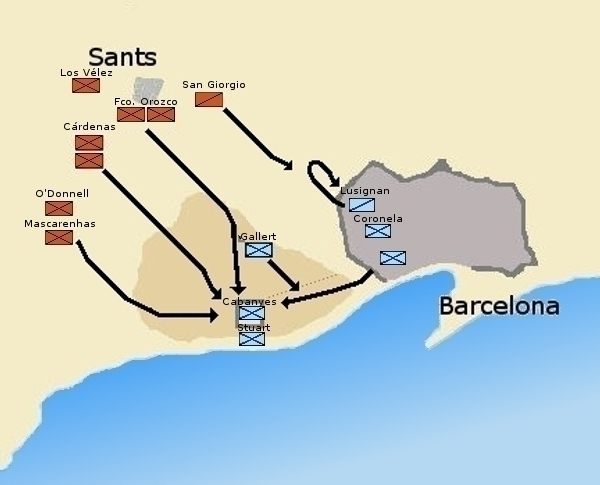
Карта сражения

В январе 1641 года испанские войска подошли к Барселоне. Армия, посланная Филиппом IV для подавления восстания, насчитывала 23 000 пехотинцев, 3100 кавалеристов и 24 орудия. Желая получить поддержку от Франции, 23 января каталонский Совет Ста принял резолюцию о признании Людовика XIII графом Барселоны и переходе под его покровительство.
Каталонские повстанцы, поддержанные французскими частями, заняли позиции на высотах Монтжуик, которые господствуют над Барселоной. Французская кавалерия развернулась на равнине.

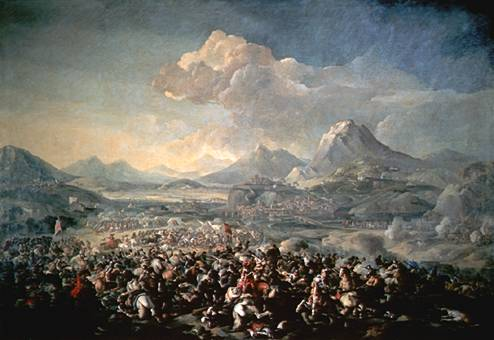
Сражение при Монтжуике. Картина

26 января Педро Фахардо решил быстро атаковать Барселону, чтобы избежать возможных подкреплений, которые могли прибыть из провинции. Штурм Монтжуика начался в девять часов утра. Когда первые королевские войска достигли вершины, многие каталонские ополченцы бежали, за исключением регулярной роты (400 человек), которая отбила первую атаку. В свою очередь французская кавалерия атаковала, пытаясь обойти испанцев с фланга, но была опрокинута кавалерийской контратакой противника и отступила внутрь укрепления. Последовали новые атаки, но испанские войска, лишенные связи и наступающие по пересечённой покатой местности, в разное время достигали вершины горы, поэтому защитникам не приходилось противостоять всем нападавшим одновременно, и их артиллерия стреляла с близкого расстояния.
В три часа дня испанцы предприняли новую массированную атаку и достигли подножия стен, но не могли взобраться на них, так как забыли лестницы. Королевским солдатам пришлось ждать доставки лестниц под огнём защитников Монтжуика. Большое количество солдат было убито. Наконец, подошедшие крупные силы каталонских повстанцев контратаковали со стороны Барселоны. Испанцам, потерявшим более 1500 человек и полностью деморализованным, не хватило смелости начать новые атаки, и нападавшие отступили в Сантс, где располагался их штаб.
На следующее утро испанская армия покинула Сантс, узнав, что французский полководец Филипп де Ла Мот-Уданкур приближается с колонной в 6000 человек. Она отступила к Марторелю, бросив артиллерийские орудия, а затем двинулась вдоль побережья в Таррагону.
Неизбежное французское вмешательство превратило Каталонию в еще один фронт Тридцатилетней войны, в ходе которой Габсбурги и французская монархия схлестнулись за гегемонию в Европе.